# Malocampa taetrica
Malocampa taetrica är en fjärilsart som beskrevs av William Schaus 1906. Malocampa taetrica ingår i släktet Malocampa och familjen tandspinnare. Inga underarter finns listade i Catalogue of Life.